# Teenage Rebel
Teenage Rebel (bra Alma Rebelde) é um filme norte-americano de 1956, do gênero drama, dirigido por Edmund Goulding, com roteiro de Charles Brackett, Walter Reisch e do próprio diretor baseado na peça A Roomful of Roses, de Edith Sommer, apresentada 88 vezes na Broadway em 1955.
O filme descreve apropriadamente os problemas da adolescência e como são necessárias as virtudes de uma boa vida familiar.

## Sinopse
Após uma convivência de oito anos com o pai, a adolescente Dorothy retorna à casa da mãe, Nancy. Dorothy recebeu pouco amor dos pais e não tolera o novo marido de Nancy, Jay. Os dois têm um filho, Larry, que tenta quebrar a frieza da jovem. Mas demora para Dorothy perceber que ali ela é amada e querida.

## Premiações
| Patrocinador                                  | Prêmio | Categoria              | Recipiente                         | Resultado                   |
| --------------------------------------------- | ------ | ---------------------- | ---------------------------------- | --------------------------- |
| Academia de Artes e Ciências Cinematográficas | Oscar  | Melhor direção de arte | Jack Martin Smith, Lyle R. Wheeler | Indicado[carece de fontes?] |
| Academia de Artes e Ciências Cinematográficas | Oscar  | Melhor figurino        | Charles Le Maire, Mary Wills       | Indicado[carece de fontes?] |

## Elenco
| Ator/Atriz       | Personagem      |
| ---------------- | --------------- |
| Ginger Rogers    | Nancy Fallon    |
| Michael Rennie   | Jay Fallon      |
| Mildred Natwick  | Grace Hewitt    |
| Betty Lou Keim   | Dorothy McGowan |
| Warren Berlinger | Dick Hewitt     |
| Diane Jergens    | Jane Hewitt     |
| Rusty Swope      | Larry Fallon    |
| Lili Gentle      | Gloria          |
| Louise Beavers   | Willamay        |
| Irene Hervey     | Helen McGowan   |
| John Stephenson  | Eric McGowan    |